# PZL-Bielsko Diana
Dimensions
Dimensions
Le SDZ-56-1 Diana est un planeur de classe course conçu par l'ingénieur Berès travaillant pour la société PZL-Bielsko.
La production en série ne put être lancée par suite de la faillite de PZL Bielsko.
Avec son développement avancé, les plans ont été transférés à une nouvelle société « Diana Sailplanes », qui continua à l'améliorer. Cela donna le « Diana 2 », qui fit son premier vol le 12 janvier 2005.
Au championnat du monde de 2006 en Suède, Janus Centka décrocha le titre en classe 15 mètres.
Sébastien Kawa décrocha trois titres de champion du monde et gagna les championnats mondiaux « grand prix » en 2005 en France à Saint-Auban, 2007 en Nouvelle-Zélande à Omarama et en 2010 au Chili à Santiago.
Le Diana 2 dispose d'un certain nombre d'innovations structurelles comme un longeron plus fin, d'un système de manche déporté sur le côté en raison de l'étroitesse du fuselage, et d'un système de ballast qui peut emporter 60 kg de plus que le poids à vide, ce qui lui confère une grande variation de la charge alaire, et de winglets.

## Design et développement
Le « Diana » est un planeur monoplace de 15 mètres d'envergure de haute performance. Son architecture est une voilure médiane, cantilever, avec une gouverne de profondeur en T. Il est fabriqué en matériaux composites carbone-aramide-époxy. Il est équipé d'un train d’atterrissage escamotable et une roulette de queue fixe.
Le « Diana 2 » est une version modernisée du « Diana ». Il a été reconçu avec les nouveaux outils informatiques pour mettre en place un nouveau profil moins sensible à la pluie et ayant un comportement plus sain. Des winglets ont été rajoutées. Il a obtenu plusieurs titres de champion du monde de vol à voile en classe 15 m avec Sebastian Kawa.

## Relance

### Diana 2
En 2016 la société Avionic, fondée en 1997 à Górki Wielkie (Pologne), rachète les droits de construction du Diana 2, dont elle a construit une vingtaine d'exemplaires (en 2023). La version Diana 2 FES dispose d'un Front Electric Sustainer, un système de propulsion électrique d'appoint avec une hélice de nez repliable.

### Diana 3
Le Diana 3 est un planeur de 18 m d'envergure inspiré du Diana 2, construit à trois exemplaires.

### Diana 4
Le Diana 4 est un nouveau planeur de classe 18mètres, avec un plus grand fuselage permettant d'intégrer un moteur électrique et une hélice de plus grand diamètre pour le décollage autonome, en cours de développement (en 2023). Selon son constructeur, le Diana 4 aura une finesse de 56, une masse maximale de 600 kg, une charge alaire de 41 à 59 kg/m2. Ses water-ballasts peuvent emporter 195 litres d'eau et ses batteries lui confèrent une autonomie théorique de 2700 mètres en montée ou de 150 km en vol de croisière.